# Parco naturale lombardo della Valle del Ticino
Der Parco Naturale Lombardo della Valle del Ticino ist ein Naturpark, das am 9. Januar 1974 eingerichtet wurde. Es war der erste Regionalpark in Italien und zugleich der erste europäische Flusspark. Das Schutzgebiet erstreckt sich entlang des Ostufers des Flusses Ticino in den lombardischen Provinzen Mailand, Pavia und Varese, auf einer Fläche von 205,52 km² zwischen dem Lago Maggiore und dem Po. Der Naturpark ist Teil des 918 km² großen Landschaftsschutzgebietes „Parco Lombardo della Valle del Ticino“. Er grenzt im Westen an den „Parco naturale della Valle del Ticino“, der sich auf der piemontesischen Uferseite des Flusses befindet und 1978 eingerichtet wurde. Die beiden Naturparks bilden seit 2018  gemeinsam mit dem Nationalpark Val Grande und dem Regionalpark „Campo dei Fiori“ das UNESCO-Biosphärenreservat „Ticino Val Grande Verbano“. Dieses umfasst ein Gebiet von über 3320 km² in der Lombardei und im Piemont und erstreckt sich bis zur Schweizer Grenze. Es schließt das gesamte Flusstal des Ticino bis zu seiner Mündung in den Po sowie den gesamten Bereich des Lago Maggiore mit den angrenzenden Ufergemeinden ein.

## Geomorphologie
Der Fluss Ticino entspringt in der Schweiz. Seine Hauptquelle befindet sich am oberen Ende des Val Bedretto, am Nufenenpass, auf etwa 2480 m Höhe, während eine weitere Quelle sich in der Nähe des Hospizes auf dem Gotthardpass befindet und sich in Airolo mit der ersten vereinigt. Von dort aus fließt der Fluss weiter durch Schweizer Gebiet, verläuft durch ein Tal bis zur Mündung in die Magadinoebene, wo er in den Lago Maggiore mündet.
Nach dem Austritt aus dem Lago Maggiore bei Sesto Calende durchquert der Ticino die gesamte lombardische Ebene, gräbt sich tief in sie ein und mündet schließlich einige Kilometer südlich von Pavia bei Ponte della Becca in den Po.
Das Gebiet des Ticino flussabwärts des Lago Maggiore lässt sich geomorphologisch und naturkundlich in fünf verschiedene Zonen unterteilen: das Moränen-Amphitheater bzw. Hügelland, die trockene Hochfläche, die Zone der oberen Ebene, die bewässerte Ebene mit dem Gürtel der Karstquellen und schließlich das eigentliche Flusstal. Jede dieser Zonen liegt auf unterschiedlicher Höhe.
Vom Lago Maggiore bis Somma Lombardo fließt der Ticino in tief eingeschnittenen Schluchten mit Mäandern, die in Moränensedimente gegraben wurden. Danach, von Somma Lombardo bis Motta Visconti, verändert der Fluss sein Erscheinungsbild: Das Flussbett weitet sich auf etwa drei Kilometer aus und bildet zahlreiche Kies- und Sandinseln. Schließlich wird der Flusslauf von Motta Visconti bis Pavia und zur Mündung in den Po regelmäßiger; der Ticino wird tiefer und schiffbar.

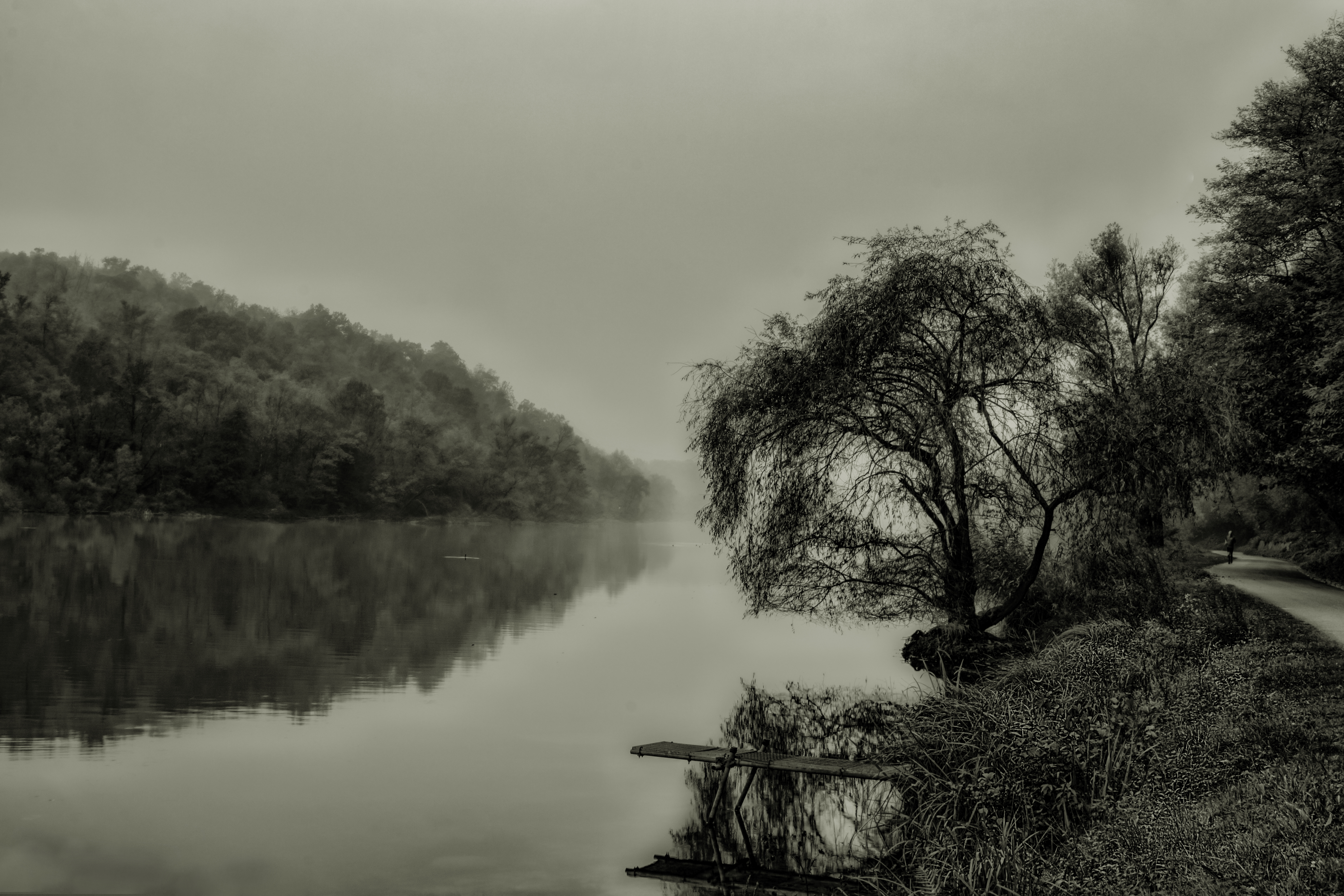
Ticino in Golasecca im nördlichen Teil des Parks
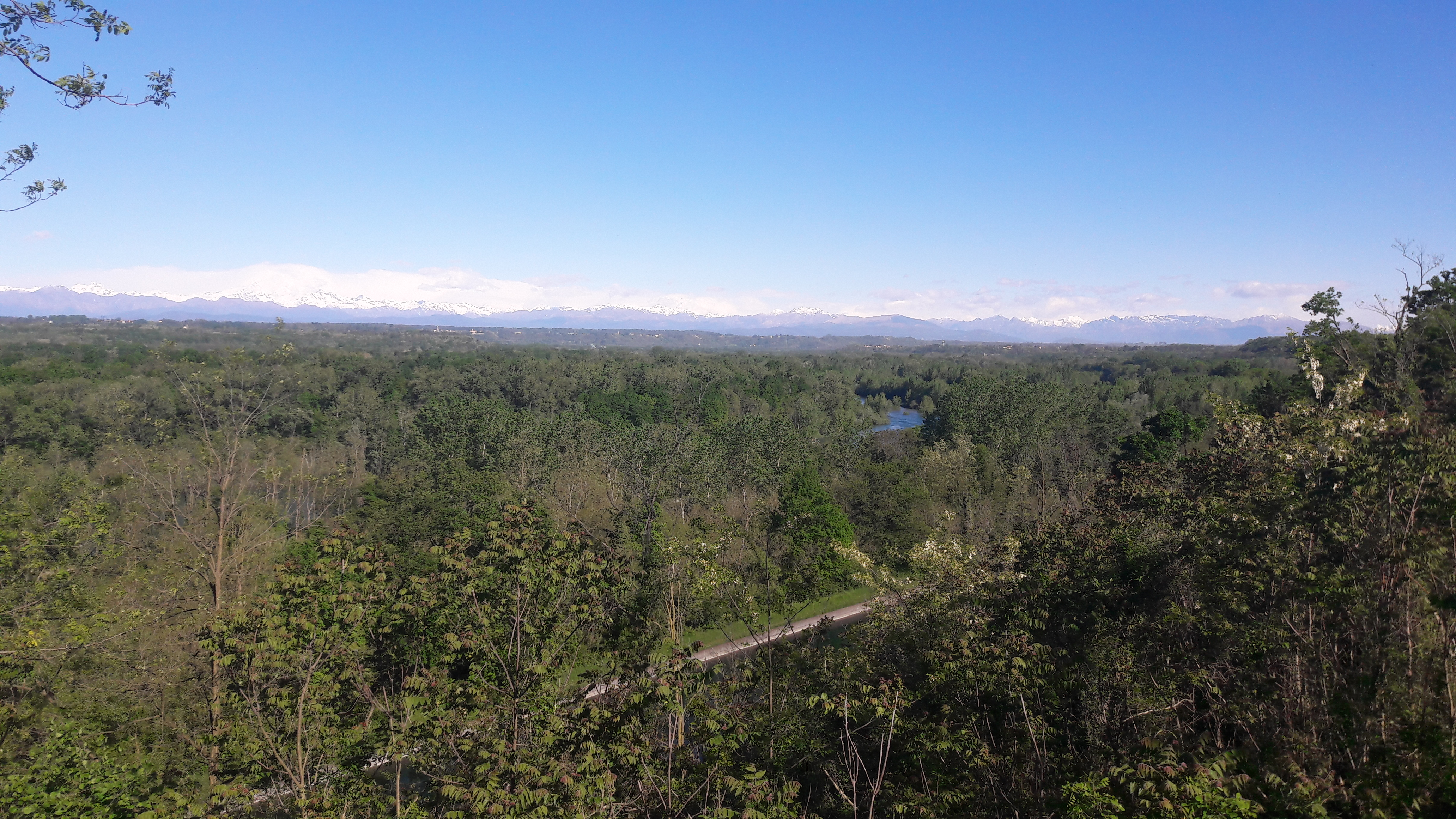
Das Ticino-Tal mit den Alpen im Hintergrund
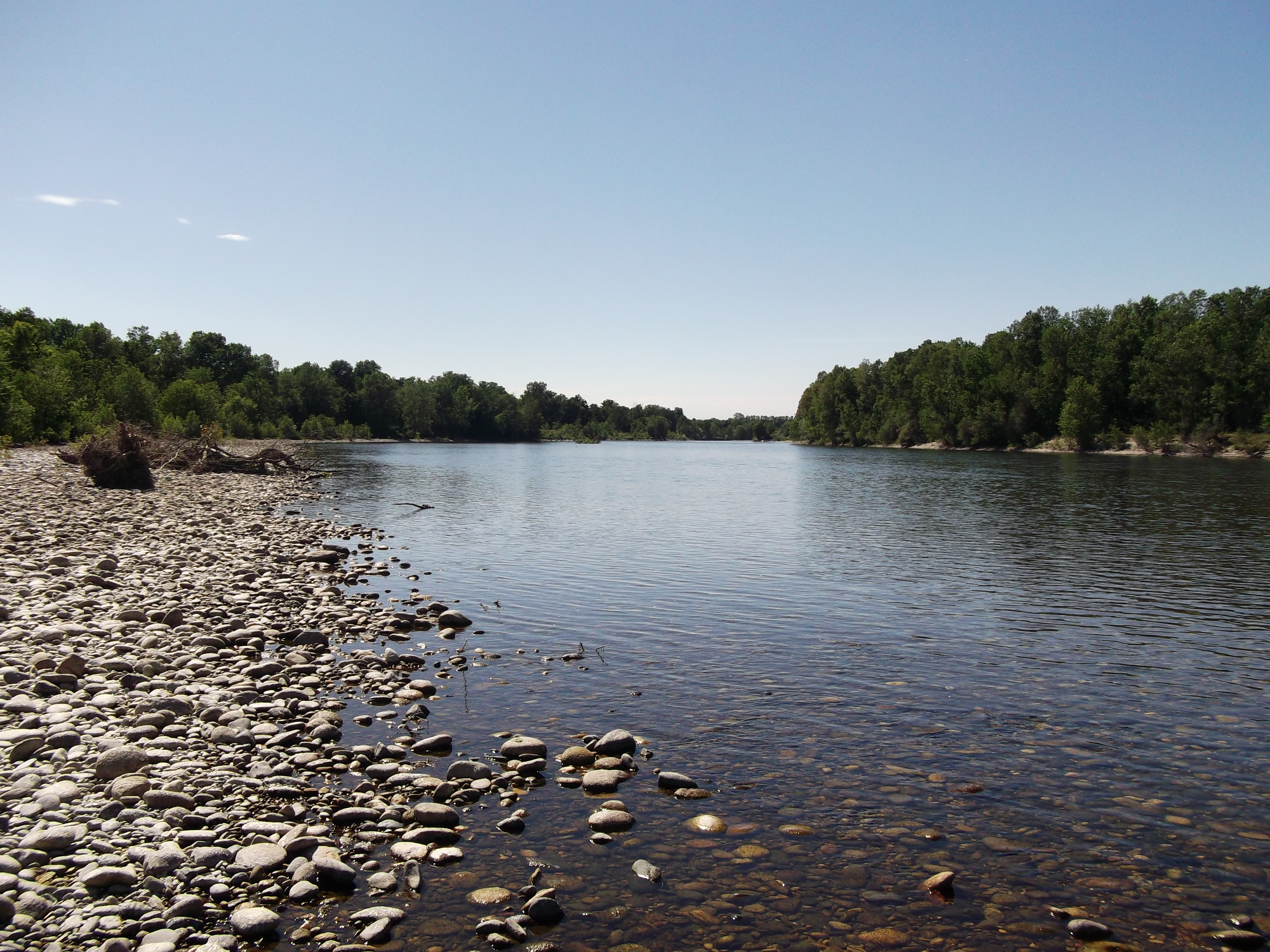
Ticino bei Motta Visconti
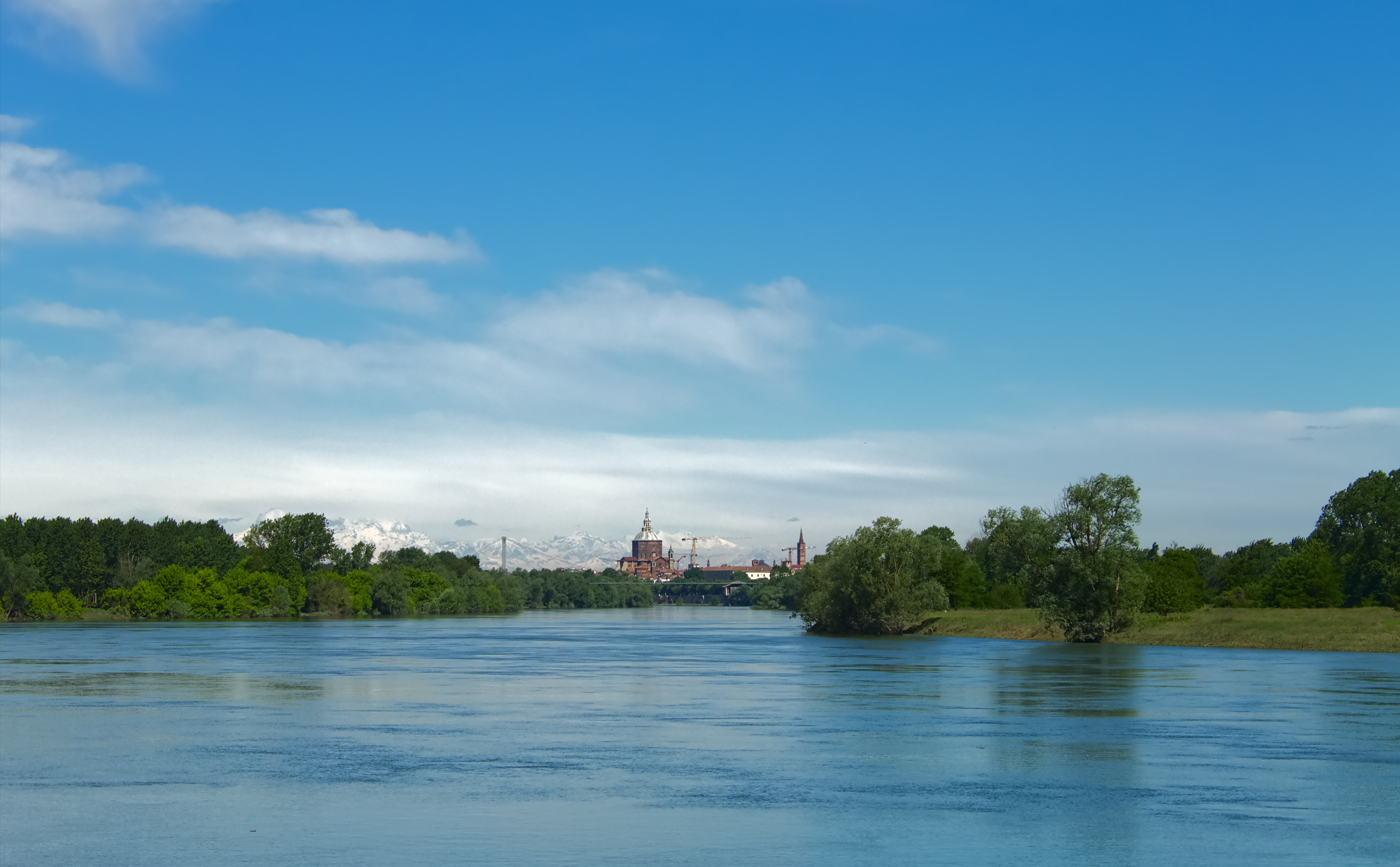
Ticino südlich von Pavia

## Ökosystem
Das Tal des Ticino beherbergt ein vielfältiges Mosaik natürlicher Lebensräume: den Fluss selbst mit einem verzweigten System von seitlichen Feuchtgebieten, trockenen Wiesen und Heideflächen, die größten und am besten erhaltenen Flächen des Auenwaldes der Po-Ebene sowie traditionelle Agrarlandschaften, die typische halbnatürliche Ökosysteme darstellen. Besonders hervorzuheben sind dabei die Reisfelder, die für Wasser- und Zugvögel (brütende und wandernde Arten) von großer Bedeutung sind, sowie die Wasserwiesen.
Die Ausdehnung und Komplexität dieser Ökosysteme – einzigartig im heutigen, allgemein verarmten Kontext der Po-Ebene – machen sie nicht nur zu Reservoirs der Biodiversität, sondern auch zu Korridoren und Rastplätzen, die die Ausbreitung und Wanderung von Arten begünstigen. Der Ticino stellt damit den wichtigsten ökologischen Korridor zwischen den Alpen und dem Apennin dar – ein wesentliches Bindeglied für die biologische Verbindung zwischen Kontinentaleuropa, dem Mittelmeerraum und Afrika.
Der Parco del Ticino wird von Zugrouten durchquert, auf denen jedes Jahr Vögel von Afrika nach Nordeuropa und zurück fliegen. Gleichzeitig zählt das Schutzgebiet zu den bedeutendsten Feuchtgebieten im Binnenland Italiens – essenziell für die Überwinterung zahlreicher Wasservogelarten und ein bevorzugter Lebensraum vieler Amphibien, darunter der vom Aussterben bedrohte Knoblauchkröte (Pelobates fuscus), die im Park die weltweit größte Population aufweist.
Die Waldgebiete im Schutzgebiet bestehen aus Erlen-, Weiden-, Pappel-, Kastanien- und Kiefernwäldern (vor allem Pinus sylvestris). Besonders prägend für die Landschaft des Ticino-Tals sind jedoch die gut erhaltenen Stieleichenwälder, die mit einer ursprünglichen Vielfalt an krautigen und strauchigen Pflanzenarten ausgestattet sind. Diese Wälder bieten Lebensraum für zahlreiche heute seltene Tierarten der lombardischen Tiefebene. Einige davon sind erst kürzlich im Park aufgetaucht – wie der Baummarder (Martes martes), der Schwarzspecht (Dryocopus martius) und der Habicht (Accipiter gentilis). Andere sind bekannter, wie das Reh (Capreolus capreolus, wiederangesiedelt 1991), das Eichhörnchen, der Dachs, der Klein- und der Mittelspecht, die Sumpfmeise, der Kleiber und der Kurzzehenbaumläufer. Bei den Amphibien sind besonders der Springfrosch, der Italienische Springfrosch (Rana latastei) und die bereits erwähnte Knoblauchkröte hervorzuheben.
Besonders wichtig ist die Vegetation, die die Ufer des Ticino bedeckt und vom Fluss durch seine Überschwemmungen ständig erneuert wird. Sie besteht aus Weiden, Pappeln, Erlen und – weiter vom Fluss entfernt – aus Ulmen- und Eichenwäldern. Der Ticino ist wahrscheinlich der letzte Fluss Südeuropas, in dem sich diese außergewöhnlichen Naturphänomene noch abspielen, dank der Möglichkeit, sich frei in seinem Flussbett auszubreiten.
Diese Auenwälder sind das unbestrittene Reich der Reiher, die Besucher durch ihre unverwechselbaren Silhouetten leicht erkennen können. Die größten Arten sind der Graureiher und die Silberreiher, gefolgt vom Purpurreiher, dem Nachtreiher und dem Seidenreiher. Während der Brutzeit neigen viele Reiherarten dazu, sich in Kolonien – sogenannten Reiherkolonien – auf den höchsten Ästen von Weiden und Pappeln niederzulassen; im Park gibt es etwa zehn solcher Kolonien, einige davon von internationaler Bedeutung.
Die Anwesenheit der Reiher steht auch in engem Zusammenhang mit der reichen Fischfauna, die im Fluss und in den Wasserläufen des Parks lebt. Zu den wertvollsten Arten zählen die Marmorierte Forelle (Salmo marmoratus, einst als „König des Flusses“ bekannt), der Pigo und der Adriatische Stör – allesamt Arten, für deren Erhaltung zahlreiche Schutzprojekte ins Leben gerufen wurden.
Obwohl das Wasser in vielen Ökosystemen des Parks im Überfluss vorhanden ist, ist es in anderen Gebieten sehr knapp – ein paradoxer Umstand, der sich insbesondere im Flussbett (gekennzeichnet durch stark durchlässige Böden) sowie im nördlichsten Teil des Parks in den sogenannten Trockenwiesen und Heiden zeigt. Diese Lebensräume beherbergen lichte Wälder mit Traubeneiche, Flaumeiche und Gemeinem Wacholder sowie eine besonders interessante Flora, darunter wild wachsende Orchideen, die wunderschöne Frühlings-Kuhschelle (Pulsatilla vernalis) mit violetten Blütenblättern, Teppiche aus Sand-Thymian (Thymus serpyllum) und Kartäusernelken (Dianthus carthusianorum), die im Sommer gelb und rosaviolett blühen. Diese Bereiche sind bevorzugte Lebensräume vieler Tagfalterarten.
Die steinigen Kiesflächen des Flussbetts werden von drei Vogelarten als Nistplätze genutzt, deren Bestände europaweit rückläufig sind und deren Erhaltungszustand als ungünstig eingestuft wird: die Flussseeschwalbe, die Zwergseeschwalbe und der Triel (Burhinus oedicnemus), der nach langer Abwesenheit kürzlich wieder begonnen hat, am Ticino zu brüten.
Die Heideflächen des Parks – insbesondere jene rund um den Flughafen Mailand-Malpensa – zeichnen sich durch sehr spezielle Eigenschaften aus und beherbergen eine reiche Tierwelt, darunter 230 seltene und geschützte Vogelarten. Zu diesen zählen der Ziegenmelker (Caprimulgus europaeus) und der Neuntöter (Lanius collurio) sowie zwei seltene Greifvögel: die Schlangenadler (Circaetus gallicus) und der Turmfalke (Falco tinnunculus). Außerdem findet sich hier mit der Ockerbindigen Mohrenfalter (Coenonympha oedippus) der europäische Schmetterling mit dem höchsten Aussterberisiko.
Die Landwirtschaft ist von grundlegender Bedeutung für den Parco del Ticino: Von einer Gesamtfläche von etwa 90.000 Hektar werden mehr als 50.000 Hektar landwirtschaftlich genutzt. Diese einfache Zahl ist äußerst aussagekräftig, da sie hilft, das enorme Ausmaß des landwirtschaftlichen Einflusses auf die Landschaft, die Umwelt sowie auf die „sozialen“ Werte des Parks – wie Kultur, Geschichte und Traditionen – zu verstehen.

## Die Wälder des Parks
Die Wälder des Parks sind das letzte und wichtigste Waldgebiet der Po-Ebene. Die Wälder bedecken insgesamt etwa 20.000 Hektar (etwa 49.421 Acres) und stellen aufgrund ihrer Kontinuität und Ausdehnung eine territoriale Exzellenz dar. Diese Exzellenz wird jedoch manchmal durch andere, degradierte Wälder und von exotischen Unkräutern besetzte Gebiete beeinträchtigt. Dieser Zustand ist das Ergebnis der Transformationen des Gebiets, die durch sozio-ökologische und wirtschaftliche Veränderungen seit der zweiten Hälfte des 19. Jahrhunderts in diesem Teil des Territoriums verursacht wurden.
Die Waldbestände im Park variieren in Bezug auf die Geomorphologie des Territoriums des Ticino-Tals. Im nördlichsten Bereich des Parks, zwischen dem See und der Gegend um Somma Lombardo, die von kleinen Hügeln und Moränen geprägt ist, dominieren Kastanienwälder an den Hängen der Hügel, die mit Kiefernwäldern (Pinus sylvestris) abwechseln, die typischerweise auf den Gipfeln der Hügel wachsen. Auch Eichenarten wie die Stieleiche (Quercus robur) und die Traubeneiche (Quercus petraea) sind weit verbreitet. Es gibt jedoch auch Anzeichen von Degradation aufgrund der starken Präsenz von Bäumen aus Nordamerika, wie der Robinie (Robinia pseudoacacia) und der Schwarzkirsche (Prunus serotina).
Weiter südlich, im Bereich der Hochfläche, ist das charakteristische Landschaftsbild von der Heide geprägt – ein Begriff, der in diesem Fall sehr weit zu verstehen ist, da es auch kleine Wälder aus Pinus sylvestris gibt. Auch Degradationserscheinungen, die mit der Anwesenheit invasiver und widerstandsfähiger exotischer Bäume zusammenhängen, die die besten Böden der Region besiedeln, sind weit verbreitet. Diese Gebiete sind auch von Wiesen dominiert, die nahezu rein mit Molinia caerulea (Blaugräser) bewachsen sind. Die Moorlandschaft von Tornavento (in der Nähe des Flughafens Mailand-Malpensa) stellt den letzten Rand der lombardischen Moore dar, die einst einen großen Teil der Hochfläche der Lombardei bedeckten und von hohem naturkundlichen und kulturellen Wert sind.
Schließlich gibt es in dieser Region auch Bestände aus Stieleiche (Quercus robur) und Hainbuche (Carpinus betulus), in denen jedoch in den letzten Jahrzehnten Exemplare einer exotischen Art infiltriert sind: die Nordamerikanische Roteiche (Quercus rubra).

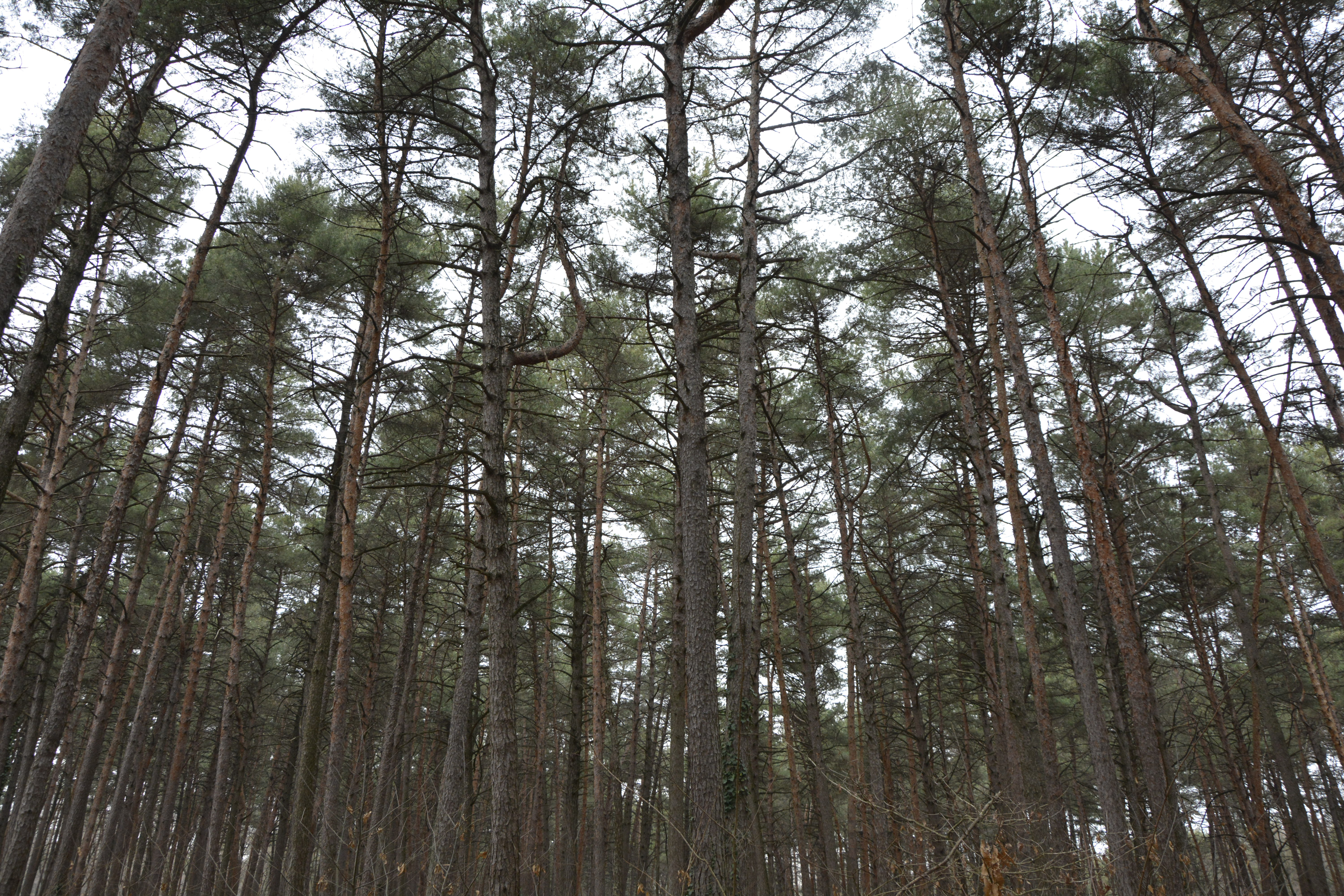
Pinus sylvestris Wald im nördlichen Teil des Parks
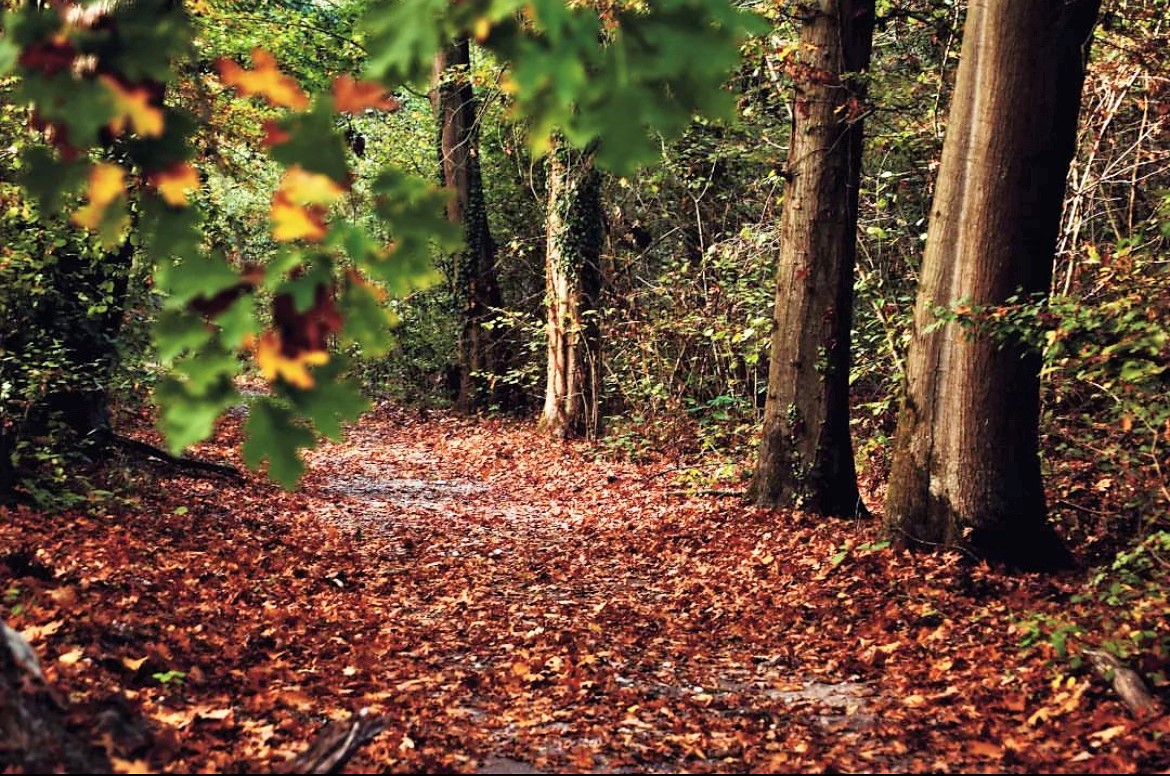
Eichenwald im südlichen Teil des Parks
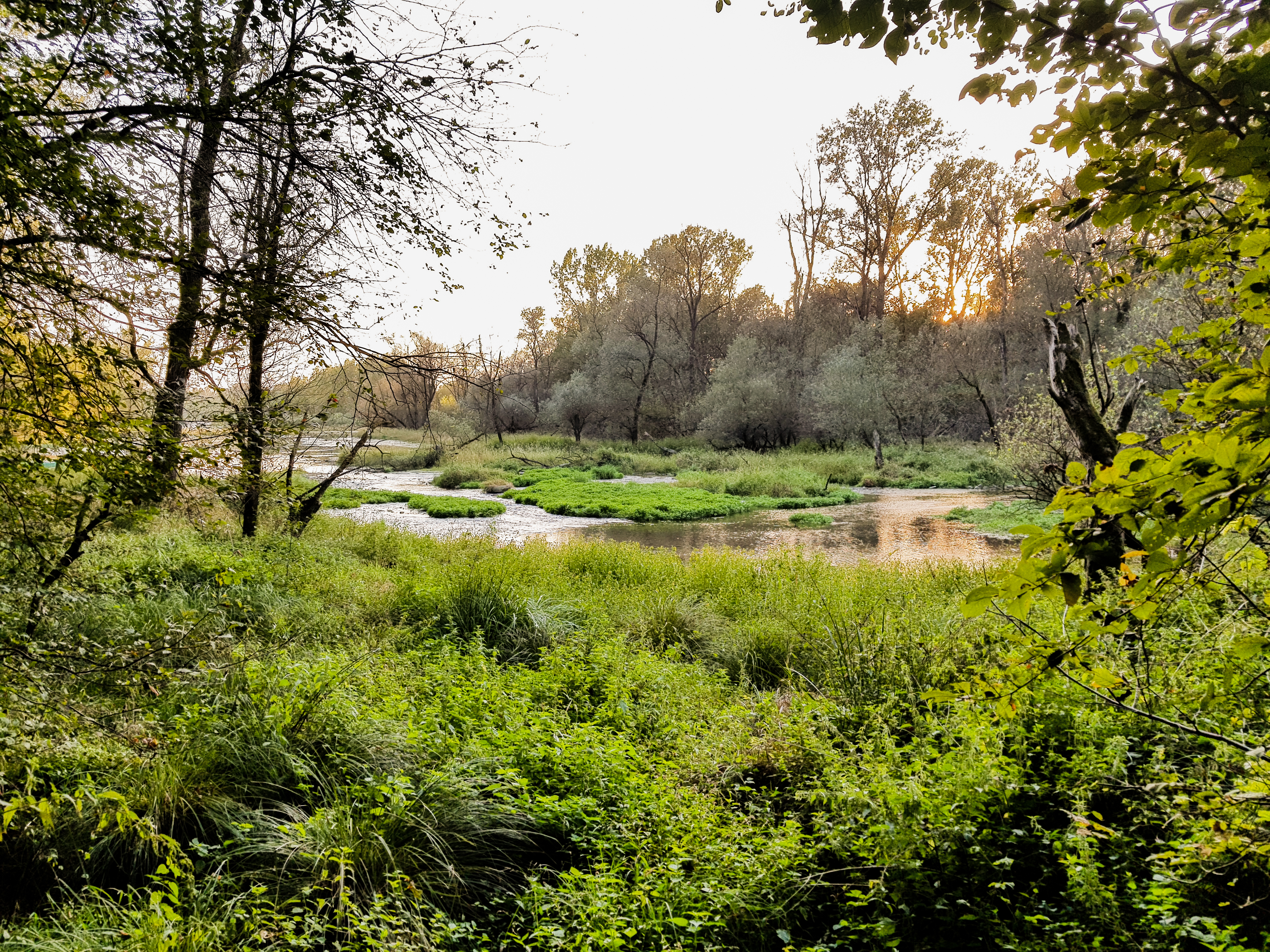
Altwasser in Bernate Ticino
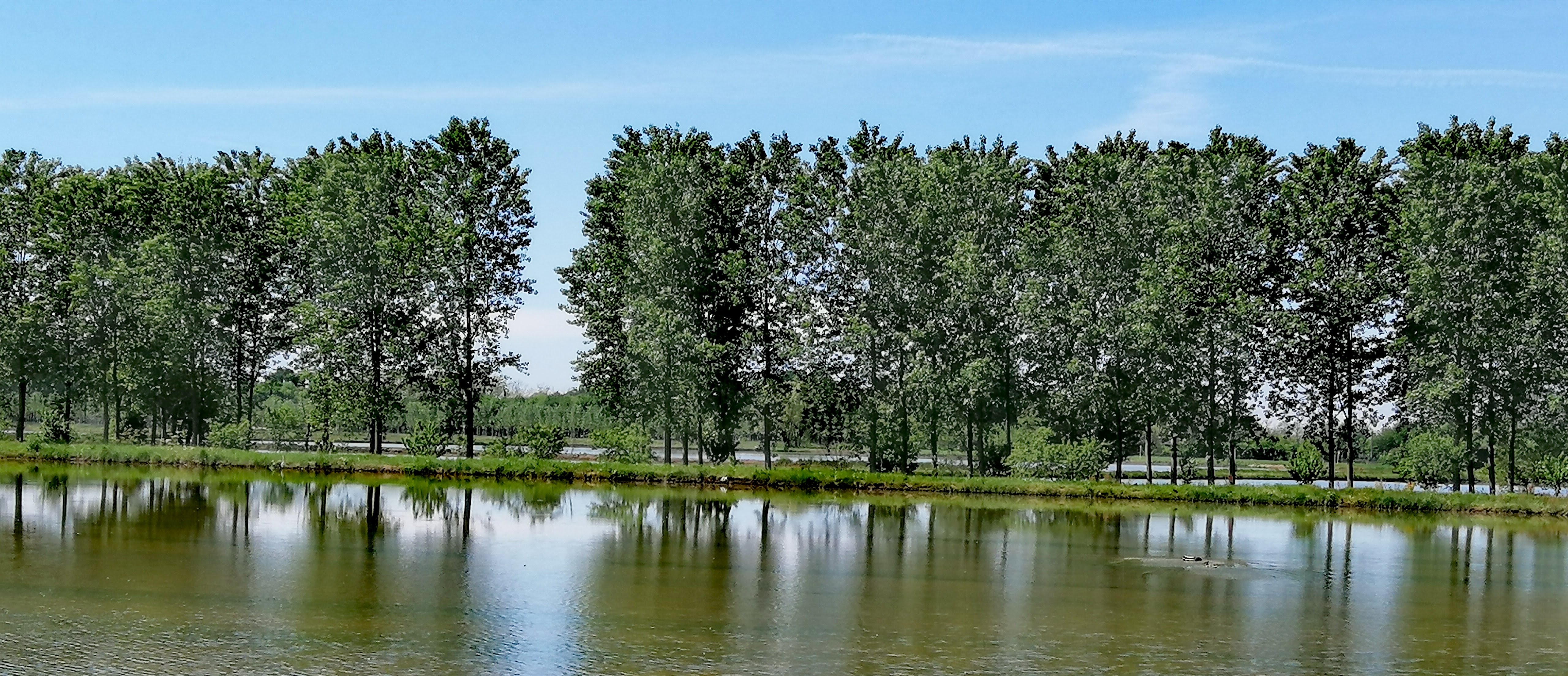
Reisfeld in Besate

Weiter flussabwärts, von Turbigo bis Pavia und der Mündung des Ticino in den Po, befinden sich die größten und am besten erhaltenen Wälder aus Stieleiche (Quercus robur), Hainbuche (Carpinus betulus), Pappel (Populus) und Feldulme (Ulmus minor), die allgemein mit einer ursprünglichen Vielfalt an krautigen und strauchigen Pflanzenarten ausgestattet sind. Besonders hervorzuheben sind das strikte Naturschutzgebiet Bosco Siro Negri (im Besitz der Universität Pavia) und das Naturschutzgebiet Bosco Grande, die noch immer die ursprünglichen Merkmale des alten Auenwaldes bewahren, wie er vor dem Auftreten der Römer im Po-Tal gewesen sein könnte.
Ganz anders ist die Vegetation entlang der Ufer des Flusses und auf den Inseln, die sich im Flussbett bilden, wo hauptsächlich Weiden (Salix alba), Pappeln (Populus) und der Gemeine Weißdorn (Crataegus monogyna) vorherrschen.

## Fauna
Der Park ist aufgrund der extremen Vielfalt an Lebensräumen eines der größten Naturschutzgebiete des gesamten Po-Tals. Durch die Abfolge zahlreicher unterschiedlicher Lebensräume ist das Ticino-Tal in der Lage, eine sehr hohe Vielfalt an Fauna von unbestreitbarem Wert und Interesse zu beherbergen. Die Tatsache, dass viele Gemeinden Teil des Parks sind, führt dazu, dass der Park vor unterschiedlichen Herausforderungen steht: Einerseits die Natur, andererseits der Mensch mit seinen Aktivitäten. Was aus dieser Herausforderung entsteht, sind Projekte, Ideen, Kontraste und Maßnahmen zum Schutz der Fauna – Aktionen, die sowohl den Park als auch seine Bewohner weiterentwickeln. Es sei daran erinnert, dass die Region, in die der Park eingebettet ist, eine der am stärksten urbanisierten, anthropisierten und landwirtschaftlich genutzten in Europa ist, aber trotz dieser Gegebenheiten eine sehr hohe Fauna-Vielfalt beheimatet. So ist beispielsweise die Gemeinschaft der Säugetiere im Park eine der reichsten und vielfältigsten auf europäischer Ebene.
Die Tierwelt des Parks ist besonders reichhaltig und interessant. Es gibt zahlreiche Vogelarten, die in den Baumkronen und Sträuchern der Reservate nisten, darunter Uhus, Mönchsgrasmücken, Steinkauz, Sperber, Spechten, Eisvögel, Seidensänger, Fasane, Stockenten, Teichhühner und viele andere.
Auch mehrere Säugetierarten bevölkern den Park, darunter Braune Langohrenfledermäuse (Plecotus auritus), Edle Schlafmäuse (Gliridae), Eichhörnchen (Sciurus vulgaris), Hasen (Lepus europaeus), Dachse (Meles meles), Füchse (Vulpes vulpes), Wiesel (Mustela nivalis) und Wildschweine (Sus scrofa). Diese Vielfalt an Tieren trägt zur ökologischen Bedeutung des Parco del Ticino bei und macht ihn zu einem wichtigen Lebensraum für viele Arten.
Seit 1997 wird im Park ein Projekt zur Wiedereinführung des Fischotters durchgeführt, wobei Exemplare aus Großbritannien eingesetzt wurden. Zunächst wurde angenommen, dass es sich um Europäische Otter (Lutra lutra) handelte, doch genetische Analysen haben ergeben, dass es sich in Wirklichkeit um Kreuzungen zwischen Europäischen Ottern und Kanadischen Ottern handelt. Das Wiederansiedlungsprojekt wurde mittlerweile eingestellt, jedoch brüten Otter weiterhin in den Altwässern des Flusses.
Seit 2017 wurden immer wieder Gruppen von Wölfen (Canis lupus italicus) im Gebiet des Parks gesichtet, eine Präsenz, die in den letzten Jahren zunehmend häufiger wurde. Dies ist auch darauf zurückzuführen, dass Wölfe, wie andere Tierarten, den Park als ökologischen Korridor nutzen, um von den nördlichen Apenninen aus die Alpen zu erreichen.
Als Flusspark hat die Fischfauna natürlich eine besondere Bedeutung. In den Gewässern des Ticino wurden 47 Fischarten gezählt, darunter 17 exotische und 30 einheimische Arten. Unter den einheimischen Arten gibt es italienische Endemiten, die sich in einem Zustand des Rückgangs befinden und gesetzlich geschützt werden müssen.
Zu den einheimischen Arten gehören: Europäische Aale (Anguilla anguilla), Bachbarben (Barbus barbus), Italienische Barben (Barbus plebejus), Europäische Karpfen (Cyprinus carpio), Lombardische Flussneunaugen (Lethenteron zanandreai), Padanische Grundeln (Gobius padanus), Italienische Döbel (Squalius squalus), Italienische Nasenbarben (Chondrostoma soetta), Europäische Äschen (Thymallus thymallus), Schleie (Tinca tinca), Europäische Koppen (Cottus gobio), Hechte (Esox lucius) und Adriatische Störe (Acipenser naccarii).
Unter den eingeführten Arten sind: Waller (Silurus glanis), Aasp (Aspius aspius), Sonnenbarsch (Lepomis gibbosus), Zander (Sander lucioperca), Regenbogenforellen (Oncorhynchus mykiss) und Schwarzbarsche (Micropterus salmoides).

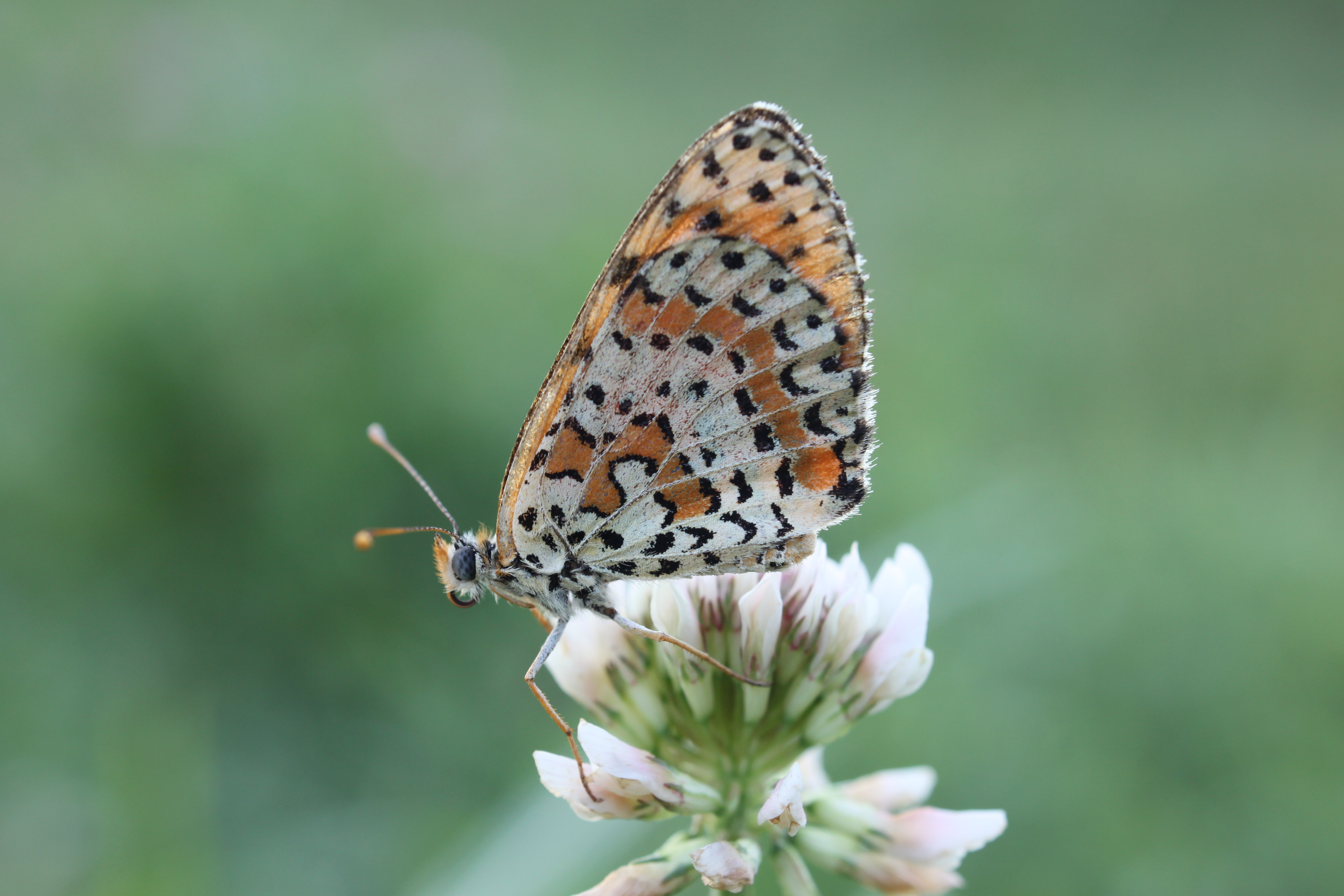
Schmetterling, der im Park fotografiert wurde
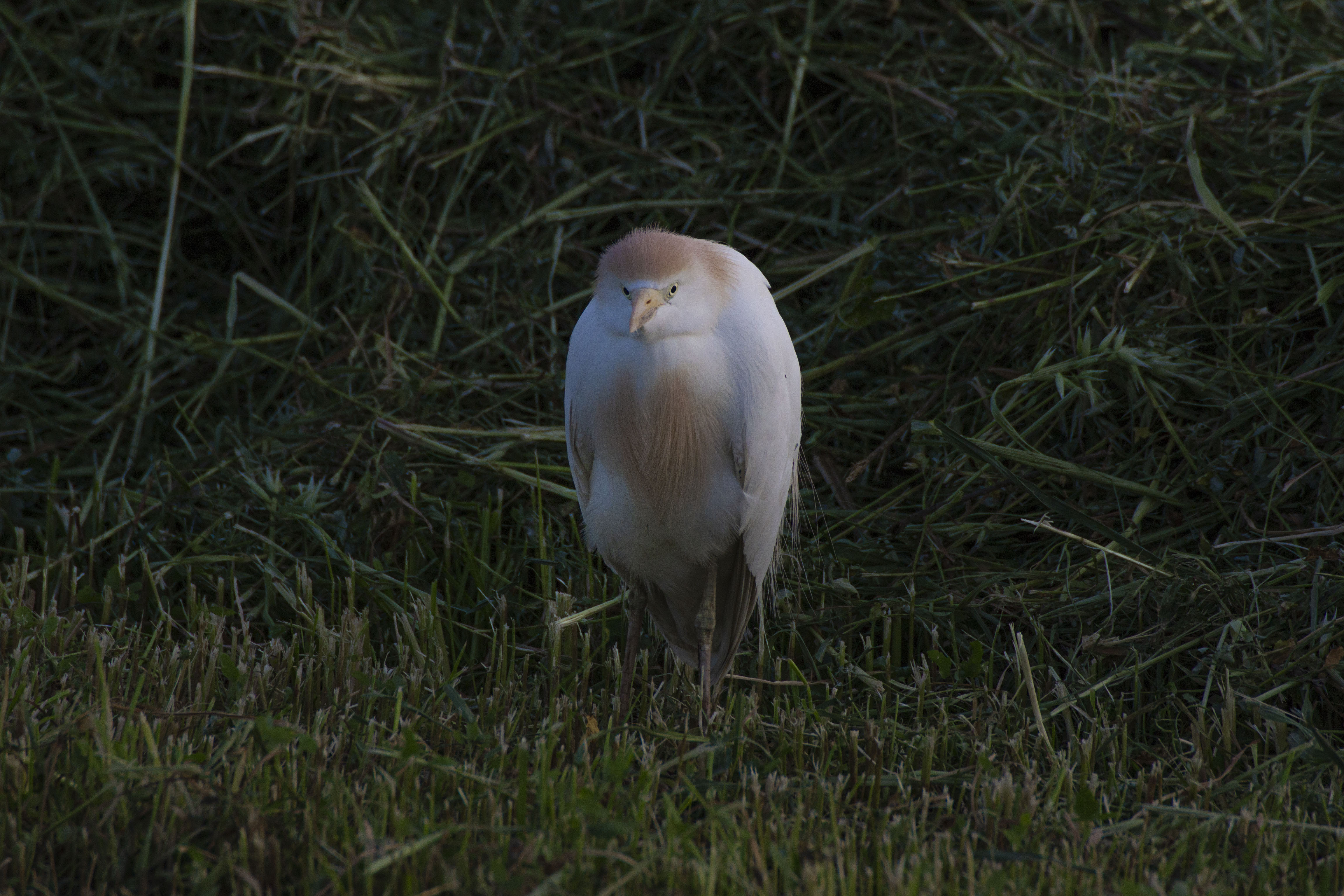
Reiher, der im Park fotografiert wurde
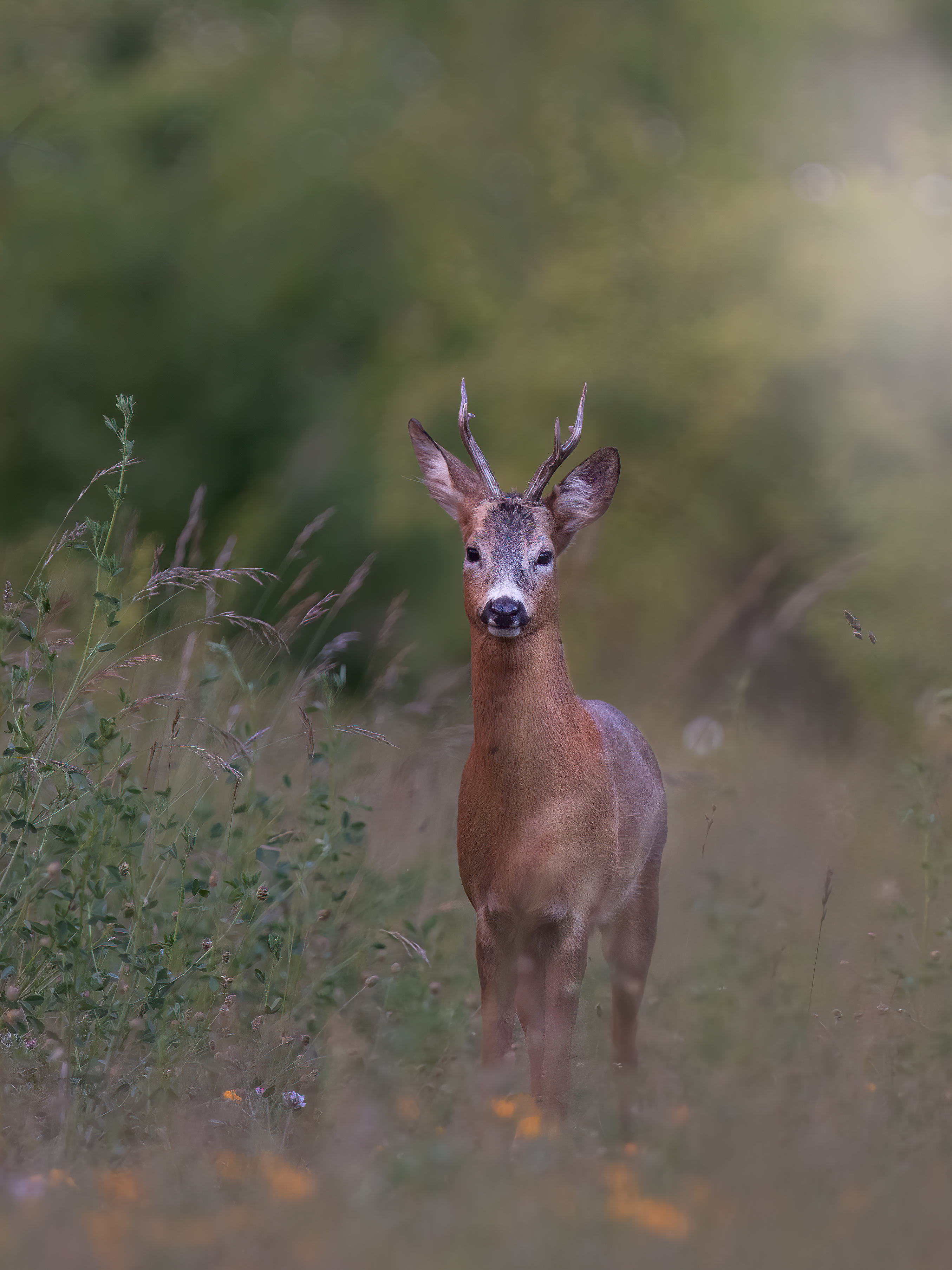
Reh
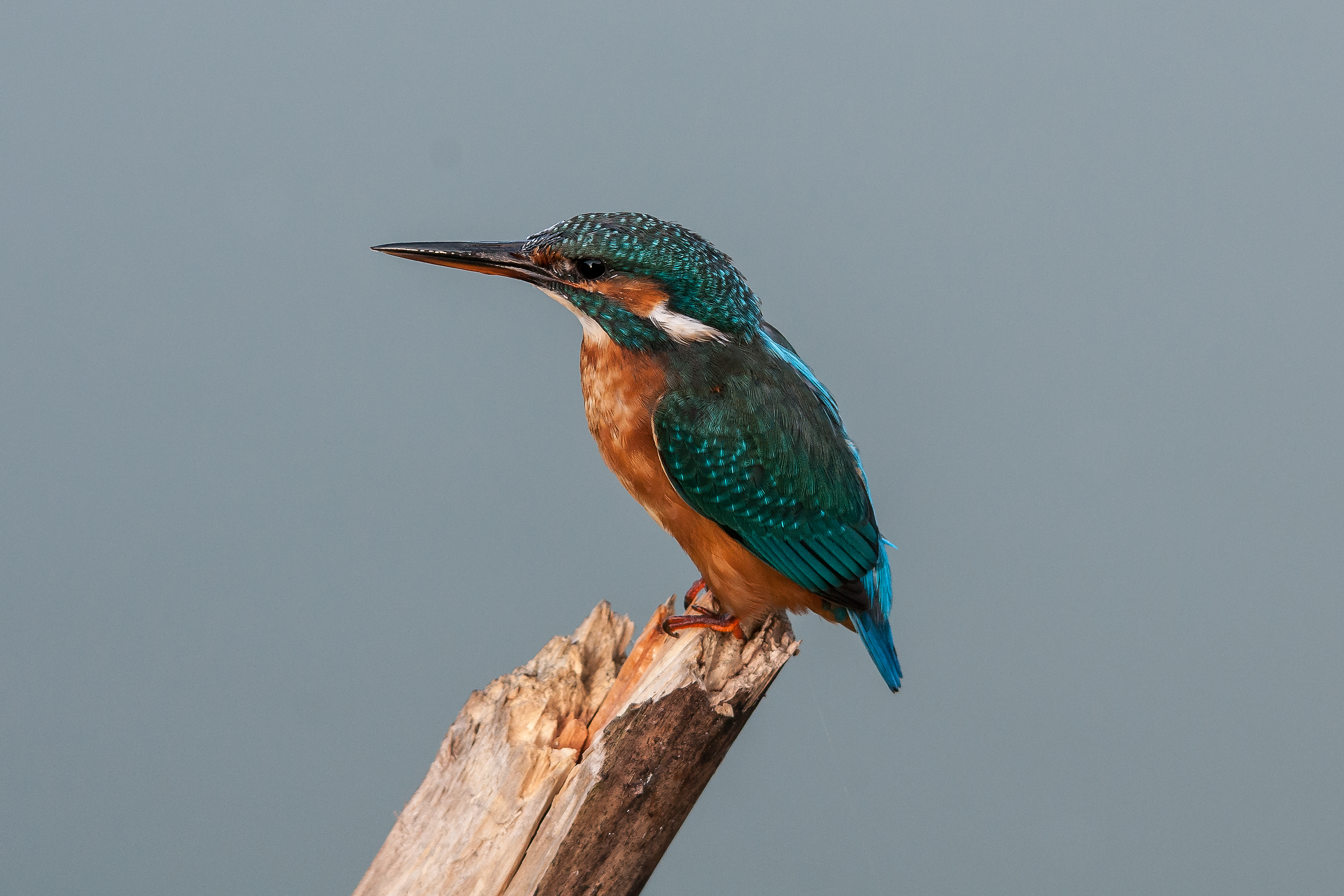
Eisvogel, Symbol des Parks

## Hauptsehenswürdigkeiten
Mindestens seit der Zeit der Golasecca-Kultur (9.–4. Jahrhundert v. Chr.) war der Ticino auch eine wichtige Handelsroute, die den Lago Maggiore und die Alpen mit dem Rest Italiens verband. Aus diesem Grund gibt es im Park auch Städte, Burgen, Paläste, Kirchen und Klöster von großer historischer und künstlerischer Bedeutung.

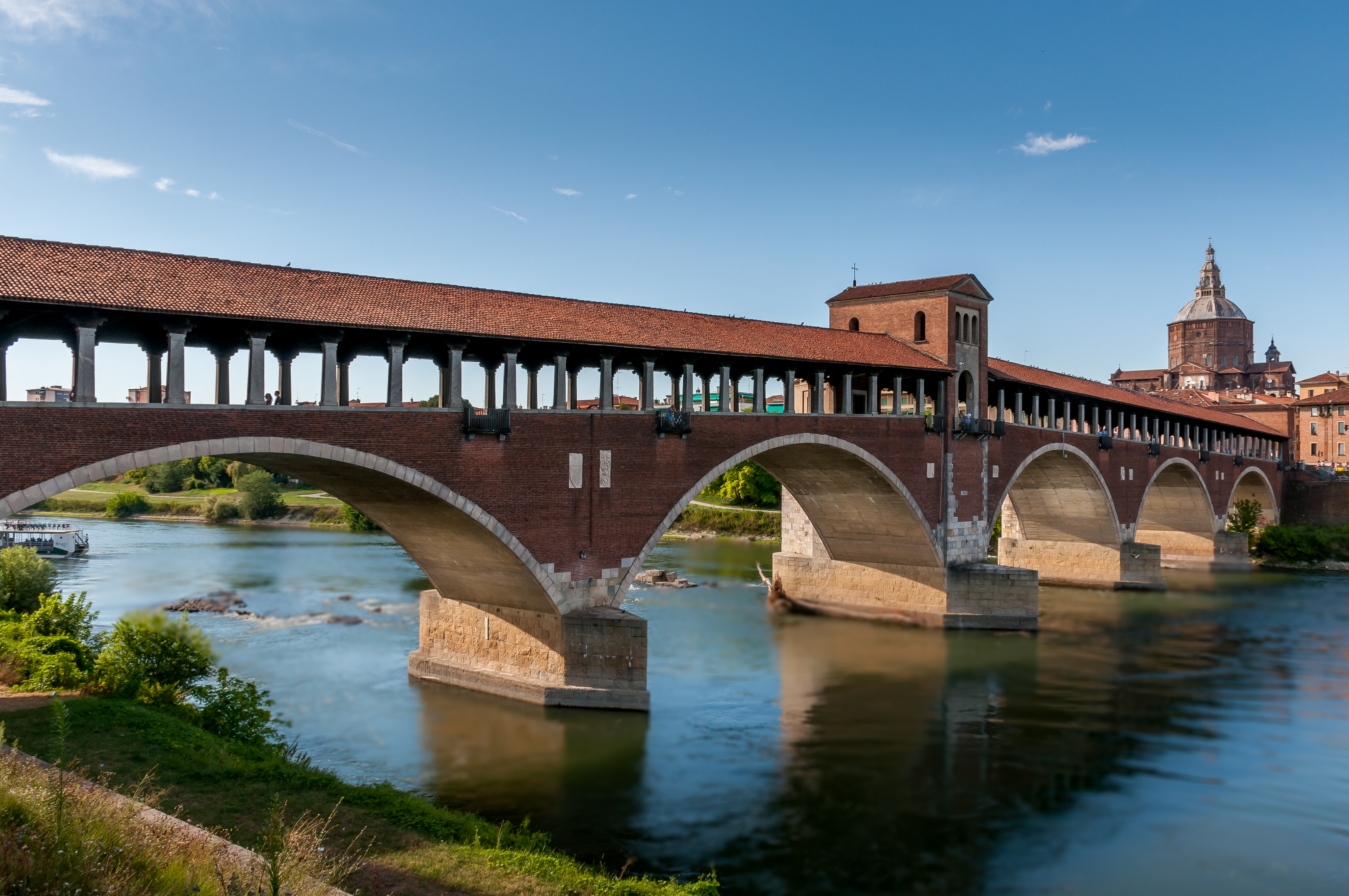
Ponte Coperto in Pavia

Zu den Burgen gehören die wichtigsten das Visconti-Schloss von Somma Lombardo, das Visconti-Schloss von Abbiategrasso, das Visconti-Sforza-Schloss von Vigevano und das Visconti-Schloss von Pavia (Sitz des Hofes der Visconti von 1360 bis 1413).
Im Park befindet sich auch die Kloster Morimondo, die 1134 gegründet wurde, sowie die Stadt Pavia, die von 540 bis 553 Hauptstadt des Ostgotenreiches, von 572 bis 774 Hauptstadt des Königreichs der Langobarden, von 774 bis 1024 Hauptstadt des Reichsitalien und von 1365 bis 1413 Sitz des Hofes der Visconti war. Zu den vielen Denkmälern von Pavia zählen wir nur die romanischen Basiliken San Michele Maggiore (wo die Könige von Italien gekrönt wurden), San Pietro in Ciel d’Oro (wo die Reliquien des heiligen Augustinus aufbewahrt werden) und die Ponte Coperto (Überdachte Brücke), die 1354 auf den Überresten einer römischen Brücke erbaut wurde, während der Bombenangriffe im Zweiten Weltkrieg zerstört und 1951 wieder aufgebaut wurde. Bis zum 19. Jahrhundert war sie die einzige Ziegelbrücke über den Ticino von Lago Maggiore bis zu seiner Mündung in den Po.